# Мораль (литература)
Мораль (от лат. morālis) — в литературе, этический вывод, к которому литературное произведение приводит читателя. Обычно произведение не включает собственно нравоучение от автора, а предполагает, что читатель сделает вывод сам. Однако, иногда автор произведения предпочитает выразить мораль в форме развернутого текста (ярким примером является послесловие к «Крейцеровой сонате» Л. Н. Толстого) или краткого афористического утверждения. Второй вариант типичен для басен и притч, обычно в виде двустишия в конце или заключительной фразы. В баснях мораль иногда встречается и в начале, например, у И. А. Крылова в басне «Лебедь, Щука и Рак»: «Когда в товарищах согласья нет, на лад их дело не пойдет».